# Canard (journalistiek)
Een canard (het Franse woord voor "eend") betekent in de journalistiek een bericht dat na publicatie niet waar blijkt te zijn.
In het Vlaams gebruikt men doorgaans de term kwakkel. Na een canard volgt doorgaans een rectificatie.

## Etymologie
Het Franse woord canard heeft, behalve "eend", in het Frans al eeuwen de betekenis van een vreemd geluid, een valse noot en ook een ongeloofwaardig verhaal. Eind 18de, begin 19de eeuw werden in Parijs door venters blaadjes verkocht met nieuwtjes van verdachte oorsprong die "canards" werden genoemd.
In het Franse argot is een canard nog steeds een (waardeloze) krant. Daardoor werd een onbetrouwbaar krantenbericht ironisch als een canard aangeduid. De titel van het beroemde Franse satirische blad Le Canard enchaîné is een woordspeling op beide betekenissen.
In het Duits wordt een canard als Zeitungsente ("kranteneend") of kortweg Ente aangeduid. Hoogstwaarschijnlijk is het een vertaling van het Franse canard. Een andere, veel minder betrouwbare verklaring is dat Ente afgeleid is van "N.T." , de afkorting van het Engelse not testified of het Latijnse non testatum ("niet bewezen"). Engelstalige persberichten zouden vroeger van deze afkorting zijn voorzien geweest als ze onbetrouwbaar waren. Meteen na de Tweede Wereldoorlog namen veel Duitse kranten Britse en Amerikaanse persberichten over en werd die aanduiding "N.T." overgenomen en verbasterd tot Ente. Canard zou dan weer de vertaling zijn van Ente. Dit verhaal is waarschijnlijk zelf een canard, want zowel canard als Ente in deze betekenis zijn veel ouder dan de Tweede Wereldoorlog. Een verwant begrip in het Duits is Grubenhund.

## De geplante canard
Een canard kan ontstaan doordat anderen met opzet een onjuist bericht bij een journalist "planten".
- Bijvoorbeeld als een concurrerende journalist (de 'planter') een collega wil duperen. Mogelijk is ook dat de planter zelf zich de gedupeerde voelt en met zijn actie wil aantonen dat zijn nieuwsberichten klakkeloos door die collega worden gekopieerd.
- Ook van buiten de journalistiek probeert men canards geplaatst te krijgen bijvoorbeeld als het een lezer aandacht oplevert of omdat er reputatieschade of commotie uit voortvloeit (zoals bij een nodeloze bommelding). Ook probeert men ermee te bewijzen hoe gemakkelijk het is om onjuiste berichten geplaatst te krijgen. Ervaren journalisten zijn zich ervan bewust hoe gemakkelijk canards ontstaan. Het is in hun beroepspraktijk onmogelijk om alle feiten volledig te controleren. Een volledige controleoperatie wordt wel "doodchecken" genoemd. Een kritische journalist gaat zijn bronnen zo veel mogelijk na: tijd en hulpmiddelen zijn echter eindig. Tegen vooropgezette misleiding is een journalist betrekkelijk weerloos, plausibiliteit en vertrouwen zijn belangrijke middelen tegen canards.

## De scoringscanard
Een ander soort canards ontstaan als er sprake is van journalistieke scoringsdruk of -drang.
- Door tijdsdruk: er is bij veel media een vaste deadline die bepaalt wanneer het journalistieke eindproduct persklaar moet zijn ingeleverd bij het technische bedrijf. Als echter te verwachten valt dat een bepaalde nieuwswaardige gebeurtenis pas later (bij kranten zegt men "ná de zaktijd") plaatsvindt (de plechtige opening, de bevindingen van de onderzoekscommissie), zijn journalisten en redacties weleens geneigd daarop een voorschot te nemen. Vaak gokken zij juist, en is de primeur binnen. Maar het kan fout gaan. Tijdens de Amerikaanse presidentsverkiezingen 1948 raakte de Chicago Daily Tribune er op grond van voorlopige uitslagen van overtuigd dat Harry S. Truman was verslagen door Thomas Dewey. Dewey defeats Truman kopte de krant. Truman won echter toch. Dit leverde een beroemd geworden foto op, van een glunderende Truman die een exemplaar van de krant omhoog houdt.[2]
- Door nieuwsgebrek kan een journalist, maar ook een redactie ertoe verleid worden een bericht dat anders in de prullenbak belandt te gretig en kritiekloos tot artikel te verwerken. Dit gebeurt niet alleen in de komkommertijd, wanneer er weinig nieuws is. Een grotere risicofactor vormt de journalist die, wellicht na een goede start, zijn carrièrevorderingen ziet stagneren. In dat geval kan de gretigheid om nieuws te brengen, het kritisch vermogen negatief beïnvloeden.
In april 1983 beweerde het Duitse weekblad Stern het dagboek van Hitler te hebben ontdekt. Stern-journalist Gerd Heidemann. had de 62 handgeschreven delen gekocht van Konrad Kujau, een verzamelaar van nazidocumenten uit Stuttgart. Binnen twee weken bleek het om een vervalsing te gaan.
- De grens tussen feit en fictie wordt overschreden als de journalist zelf nieuws "maakt", bijvoorbeeld door knip- en plakwerk uit oude artikelen of door het presenteren van algemeenheden. Dan verschijnt bijvoorbeeld een interview met uitspraken die de beroemdheid had kúnnen doen — het interview heeft alleen nooit plaatsgevonden. Ook kunnen sommige journalisten de verleiding niet weerstaan om artikelen bij elkaar te fantaseren. In november 2014 werd journalist Perdiep Ramesar door Trouw op staande voet ontslagen, nadat twijfel was ontstaan aan de juistheid en zelfs aan het bestaan van de door hem opgevoerde bronnen.[3]
- In december 2018 maakte Der Spiegel bekend dat hun journalist Claas Relotius diverse artikelen gefalsificeerd had.[4]

## Canard en moderne legende
In traditionele samenlevingen zijn vele legenden in omloop, maar ook in complexe samenlevingen als de onze duiken er steeds nieuwe op. Deze moderne legenden (soms "stadssagen" genoemd, maar ze zijn niet tot de stad beperkt) zijn op zichzelf geen canards. Het verhaal dat er een poema op de Veluwe was gesignaleerd, deed de ronde onder het publiek, en hetzelfde gold voor broodjeaapverhalen over terreurdreigingen, over jeugdbendes die smileys in hun slachtoffers kerfden, over de vloek van een mummie.
Zulke verhalen worden echter canards indien de pers ze niet als gerucht rapporteert, maar ze als waarheid presenteert. Soms blijkt de onjuistheid pas veel later. Het Duitse begrip Grubenhund staat voor een bepaald type canard, namelijk voor een verzonnen bericht dat niet als min of meer vrijblijvend vermaak bedoeld is, maar op een meer kwaadaardige wijze om te bedotten.
Er kan bovendien een wisselwerking ontstaan: canard en broodjeaapverhaal bevestigen elkaar. Daarbij komt vervolgens het ervaringsgegeven dat een zaak die eenmaal is gesignaleerd, vervolgens door steeds meer mensen zal worden gemeld. Pas nadat er voor het eerst melding van vliegende schotels was gemaakt, gingen steeds meer mensen een dwaallicht aanzien voor een buitenaards voertuig. Het wordt dan steeds moeilijker feiten, "waarheid", canard en massagerucht te onderscheiden.

## Canard en 1 aprilgrap
Een zeer geraffineerde en geslaagde 1 aprilgrap kan soms ook een canard worden. Op 1 april 1962 werd op het strand van Zandvoort een anderhalf meter lang beeld aangetroffen dat van Paaseiland afkomstig leek. Het nieuws - door beeldhouwer Edo van Tetterode samen met de NCRV in scène gezet - haalde alle kranten. Van Tetterode onthulde een paar dagen later in een uitzending van Brandpunt dat het om een grap ging. Een standbeeld op de Boulevard Paulus Loot te Zandvoort heeft nog lange tijd herinnerd aan deze grap.

## Bron
- Dersjant, Theo, Uit onbetrouwbare bron. De mooiste missers in de media, Zutphen/Apeldoorn (Plataan) 2000